# Avon (Spey)
Der Avon, auch Aven oder A’an, schottisch-gälisch: (Abhainn) Athfhinn, ist ein Fluss in der schottischen Council Area Moray.

## Geographie
Der Avon fließt am östlichen Ende des Sees Loch Avon, der in etwa 720 m Höhe  in den Cairngorms gelegen ist, ab. Der See liegt in einer praktisch unbesiedelten Region und ist von drei über 1100 m hohen Bergen umgeben, dem Ben Macdui, dem Cairn Gorm und dem Beinn Mheadhoin. Auf den ersten 15 km verläuft der Avon vornehmlich in nordöstlicher Richtung. Er dreht dann rund 15 km südlich von Tomintoul scharf nach Nordnordwesten und behält diese Richtung für 16 km bei. Anschließend verläuft er noch neun Kilometer in nördlicher Richtung, bevor er für die letzten neun Kilometer nach Nordosten abdreht. Bei Ballindalloch mündet der Avon in den Spey. Seinen größten Zufluss, den Livet, nimmt der Avon etwa sieben Kilometer vor der Mündung auf.

## Umgebung
Wenige Kilometer vor der Mündung kreuzt die A95 den Avon. Ehemals querte die Straße den Fluss über eine Bridge of Avon genannte Bogenbrücke aus dem Jahre 1800. Heute ist sie für den Verkehr gesperrt und als Denkmal in der höchsten schottischen Denkmalkategorie A gelistet. Eine weitere auf Höhe Tomintoul befindliche, ebenfalls Bridge of Avon genannte Brücke, ist in der Denkmalkategorie B geführt. 1829 zerstörte eine Flut den kleineren der beiden Bögen. Er wurde jedoch wiederhergestellt. Die Brücke wurde zwischenzeitlich durch ein neueres, südlich gelegenes Bauwerk ersetzt und ist für den Verkehr gesperrt.

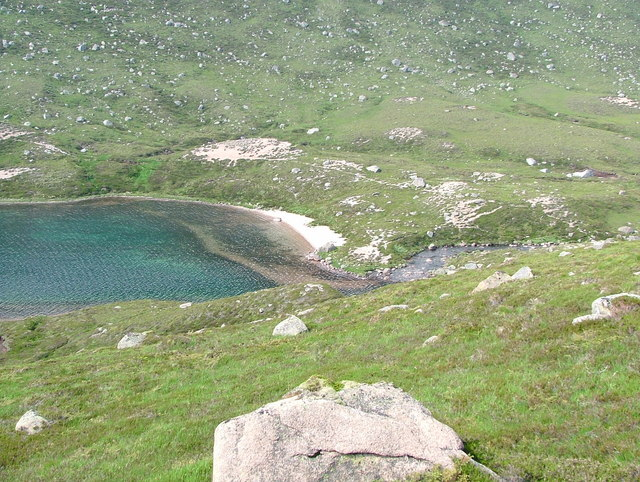
Abfluss des Avon aus Loch Avon
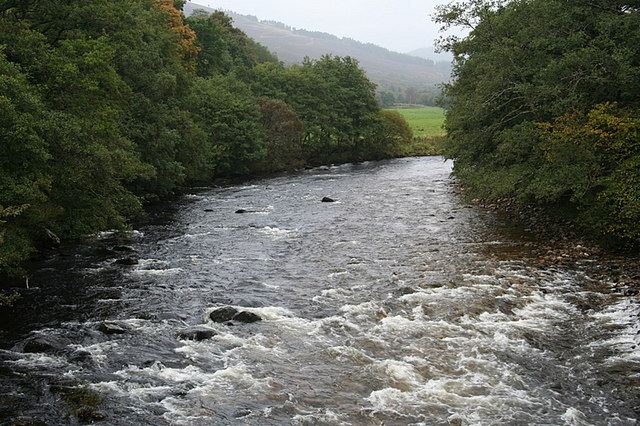
Mittellauf des Avon
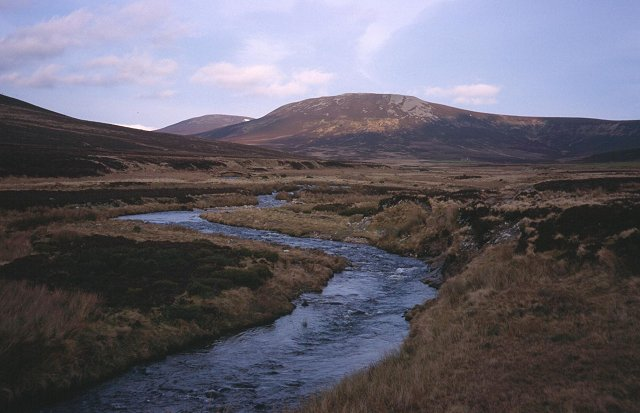
Livet, der Hauptzufluss des Avon